# F-Kreis
F-Kreis foi uma organização de industrialistas para assessorar o Ministério da Propaganda sobre temas relacionados à propaganda alemã no exterior. Foi fundada em 1933 após sugestão de Walther Funk. O grupo era convocado para reuniões bimestrais com Joseph Goebbels.
Membros conhecidos:
- Max Ilgner (IG Farben)
- Heinrich Gattineau (IG Farben)
- Ludwig von Winterfeld (Siemens)
- Otto Christian Fischer (Diretor da Reichs-Kredit-Gesellschaft AG de Berlim)
- August Diehn

## Literatura
- Klaus Scheel: Krieg über Ätherwellen, NS-Rundfunk und Monopole 1933-1945. Berlim 1970.